# Pseudolachnostoma bernardii
Pseudolachnostoma bernardii är en oleanderväxtart som beskrevs av Morillo. Pseudolachnostoma bernardii ingår i släktet Pseudolachnostoma och familjen oleanderväxter. Inga underarter finns listade i Catalogue of Life.